# Sonthofen
Sonthofen é uma cidade da Alemanha, localizada no distrito de Oberallgäu, no estado de Baviera.